# Grava (Band)
Grava ist eine 2020 gegründete Sludge- und Post-Metal-Band.

## Geschichte
Gemeinsam mit dem Bassisten Niels Asger Svensson gründeten die ehemaligen Whelm-Musiker Casper Axilgård und Atli Brix Kamban 2020 die Band Grava. Unter der technischen Leitung von Troels Damgaard Holm spielte die Gruppe ihr Debütalbum Weight of a God im Black Tornado Studio in Kopenhagen ein. Die Aufnahmen fanden binnen drei Tagen mit einem Live-Aufbau statt, bei dem die Musiker darum bemüht waren den Klang schlicht, roh und direkt zu halten. Holm mischte das Album im Studio Farvemøllen. Gemastert wurden die Aufnahmen von Brad Boatright für Audiosiege. Aesthetic Death Records veröffentlichte das Album als CD am 2. November 2022, Vinyltroll Records am 17. April 2023 als MC und LP. Auf dem Konzeptalbum Weight of a God sollte jedes Stück „ein Versuch, die Begegnung eines Menschen mit dem Tod darzustellen“ sein. Das Album sollte die jeweilige Perspektive der mit dem Tod konfrontierten Personen in ihren letzten Augenblicken transportieren. Die internationale Resonanz auf das Debüt fiel durchgehend positiv aus. Als „ein exzellentes Debüt“, habe es „jede mögliche Aufmerksamkeit verdient.“ Die Band sei „auf dem besten Weg“, mit ihrem Debüt und langfristig „einen verdammt guten Eindruck zu hinterlassen“ und habe mit ihrem Debüt „eine gewaltige Erklärung ihrer Absichten“ abgegeben.

„Weight Of A God is an unpolished treasure, an absorbing and often harrowing work that wastes little time in burrowing under the skin.“

„Weight of a God ist ein ungeschliffener Schatz, ein fesselndes und oft erschütterndes Werk, das nur wenig Zeit dafür benötigt, sich unter die Haut zu graben.“

Nach diversen Festival- und Support-Auftritten bestritt die Band zum September 2023 eine eigenständige Tournee in Dänemark.

## Stil
Die von Grava gespielte Musik wird dem Sludge „mit einem subtilen Hardcore-Fundament“ zugerechnet. Vorherrschendes Element sind dabei „Lautstärke und Unordnung“. Musikalisch nutzt das Trio ein konstantes Tempo, „mit krachenden Riffs, die von pulverisierendem Bass und Schlagzeug unterstützt werden, während der Gesang eine Mischung aus wütendem Growling und verzweifelten Schreien“ ist.

## Diskografie
- 2022: Weight of a God (Album, CD: Aesthetic Death Records, MC/LP: Vinyltroll Records)